# 火车南站 (成都市)
火车南站位于中國四川省成都市高新区铁路成都南站附近，是成都地铁1号线，7号线和18号线的地下换乘车站。

## 车站概要
北站位于成都南站站前广场旁，广和一街、天仁北二街与天府大道北段的交叉路口，1号线车站沿天府大道北段呈南北向布置，于2010年9月27日启用；7号线车站沿天仁北二街呈东西向布置，于2017年12月6日启用。本站因临近成都铁路局三等站成都南站（成都地区俗称火车南站）而得名。在每日8:25至8:45的早高峰时间段，本站客流高度集中，成都地铁建议乘客错峰出行。因工作日自7号线换乘1号线客流量大，该站极度拥挤，因而被戏称为“活着难站”。

## 车站结构
本站1号线车站是一个双层三跨岛式站台车站；7号线为地下三层西班牙式站台车站。1号线换7号线通过单向楼梯换乘，7号线换1号线通过绕站厅换乘。修建过程中，在7号线原设计的基础上又实施了改扩建方案，新增公共区域3557平方米作为换乘大厅。

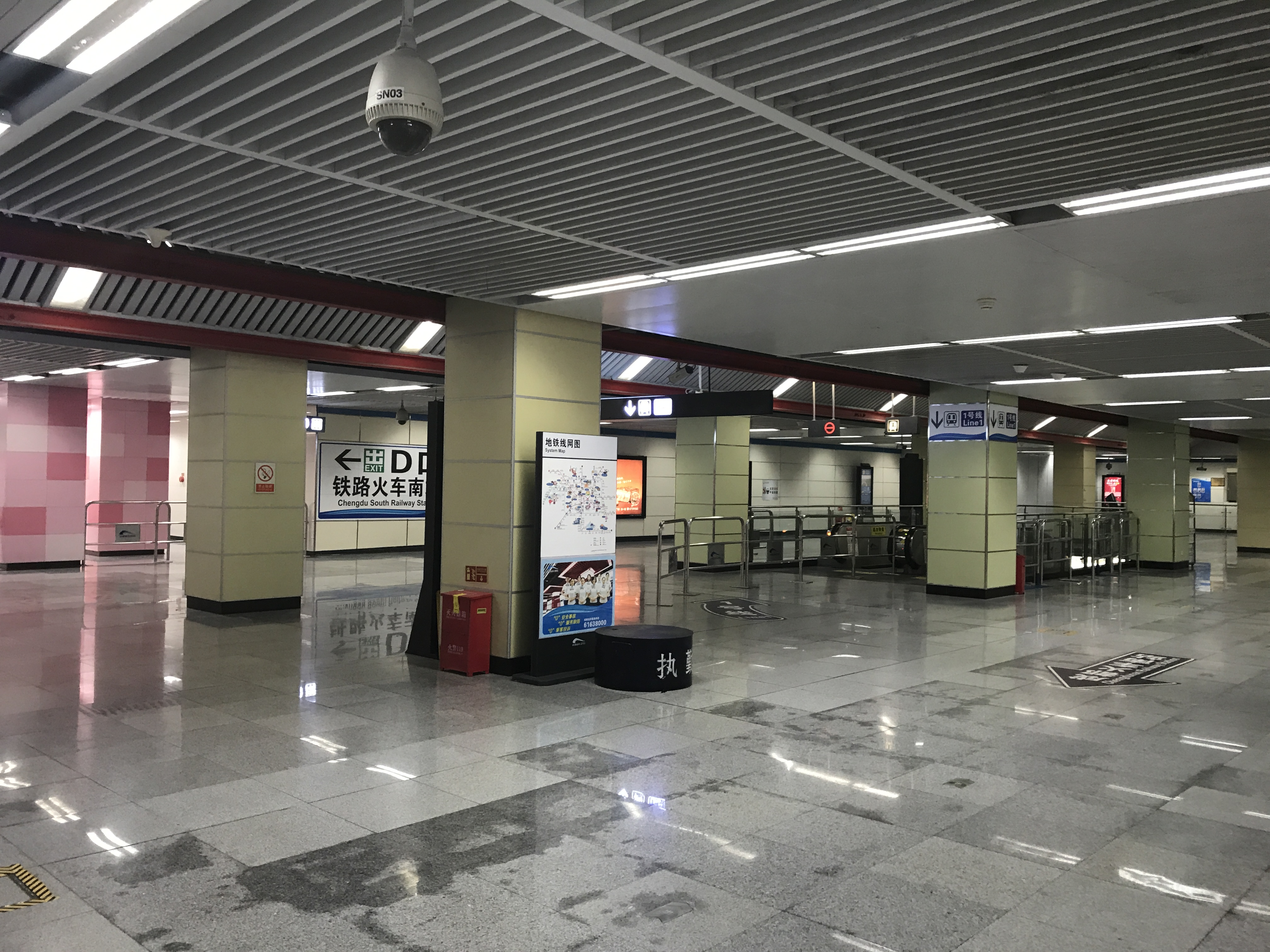
站厅层1号线侧
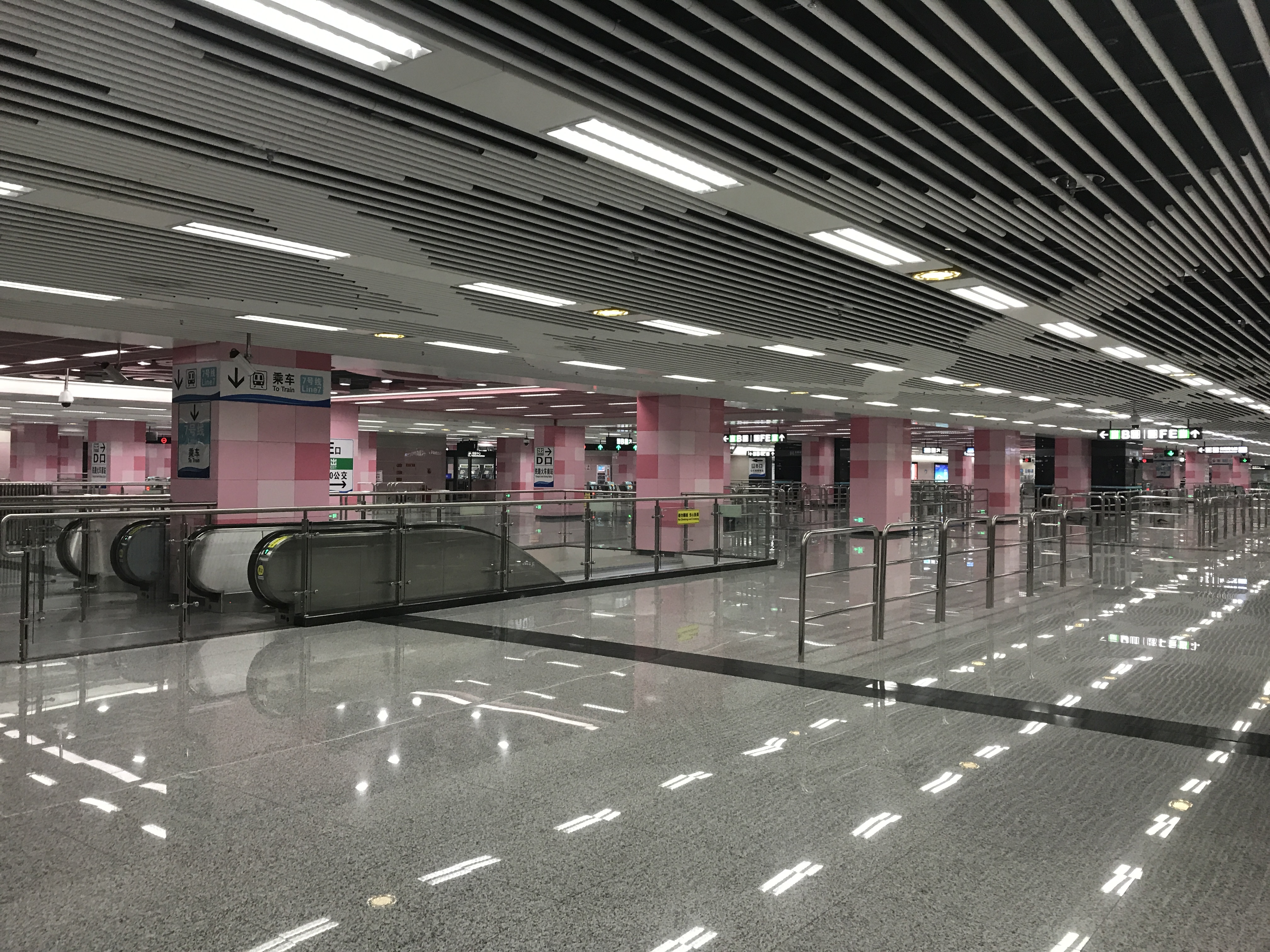
站厅层7号线侧
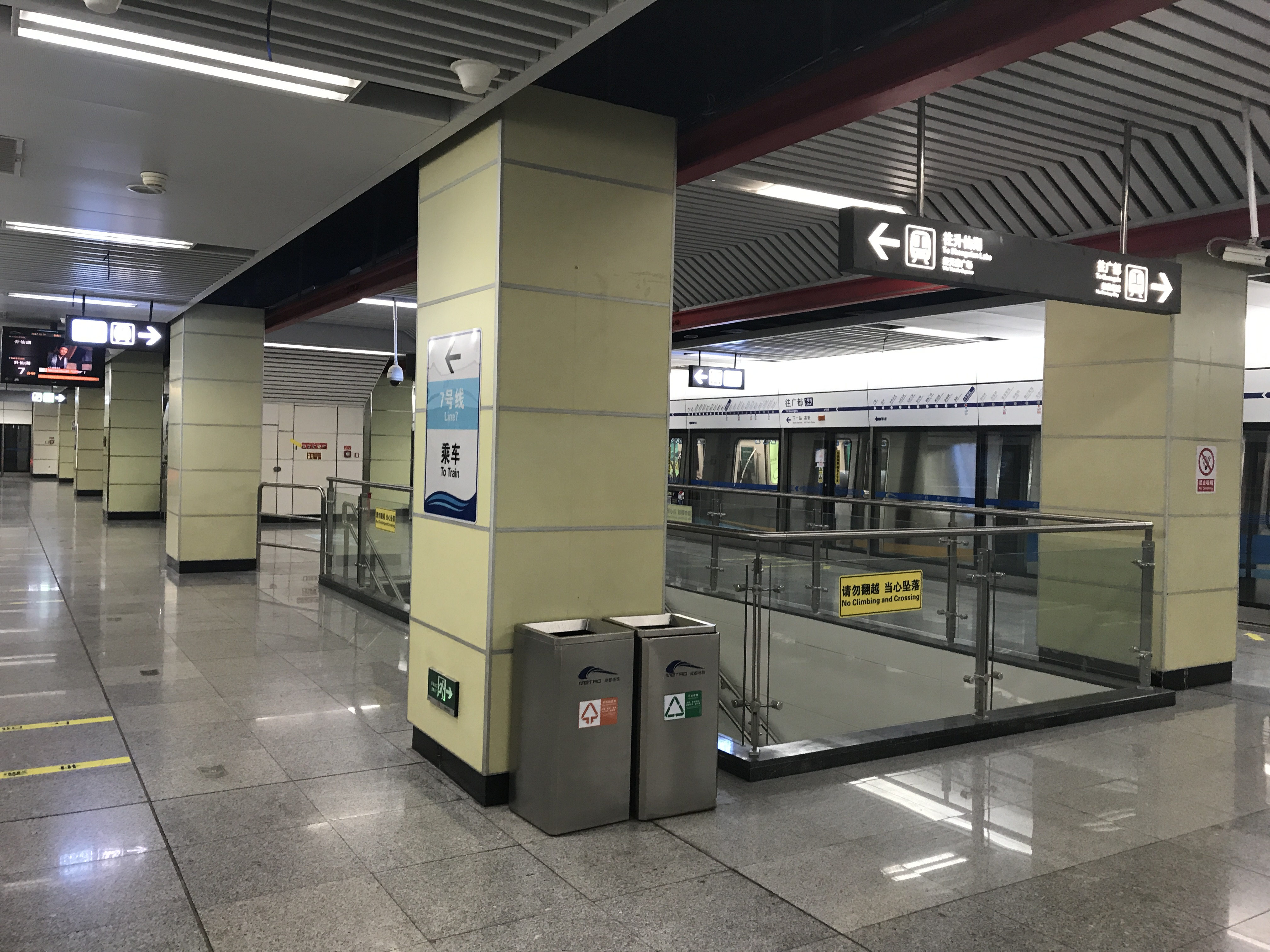
1号线站台层
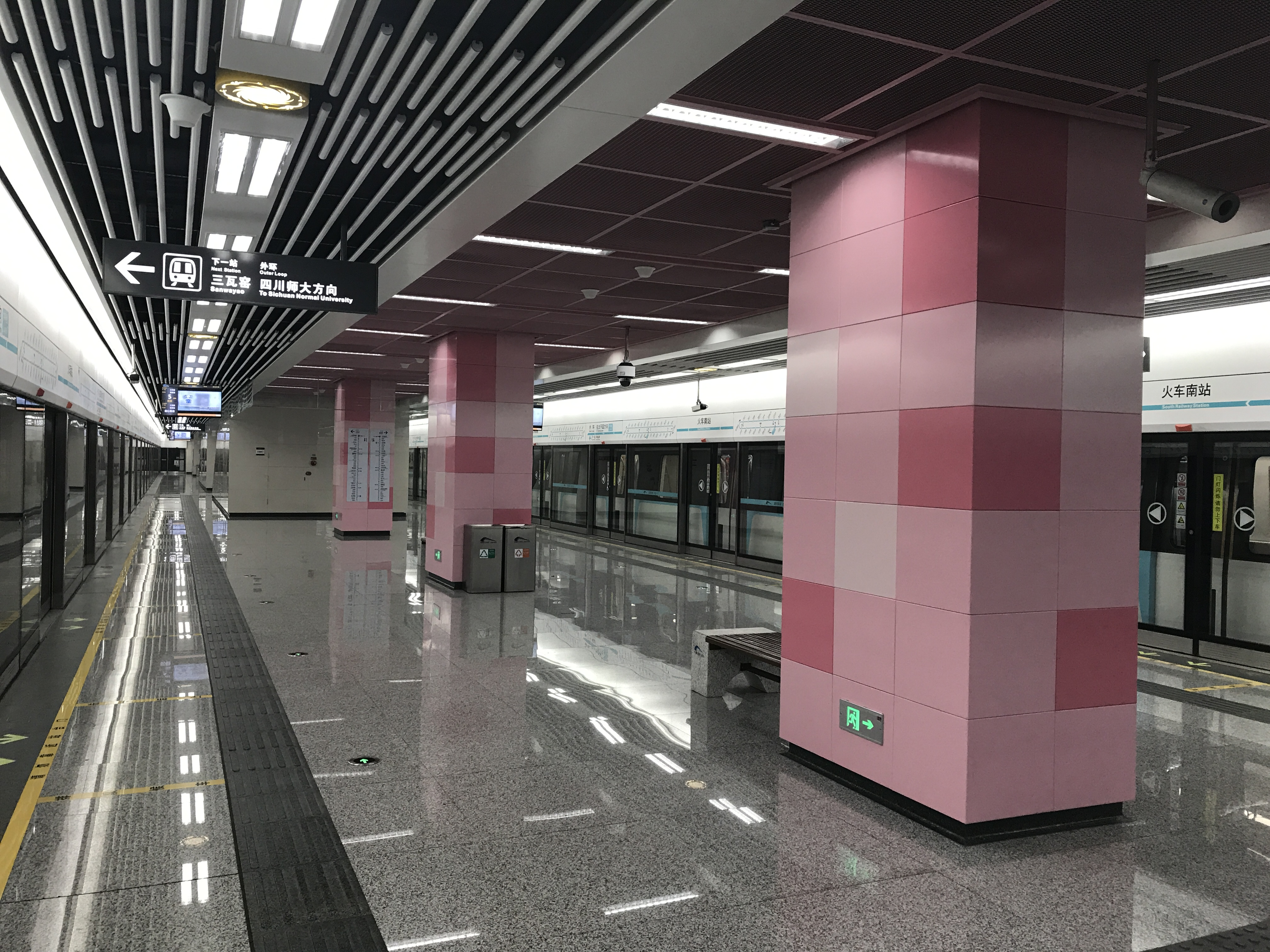
7号线站台层
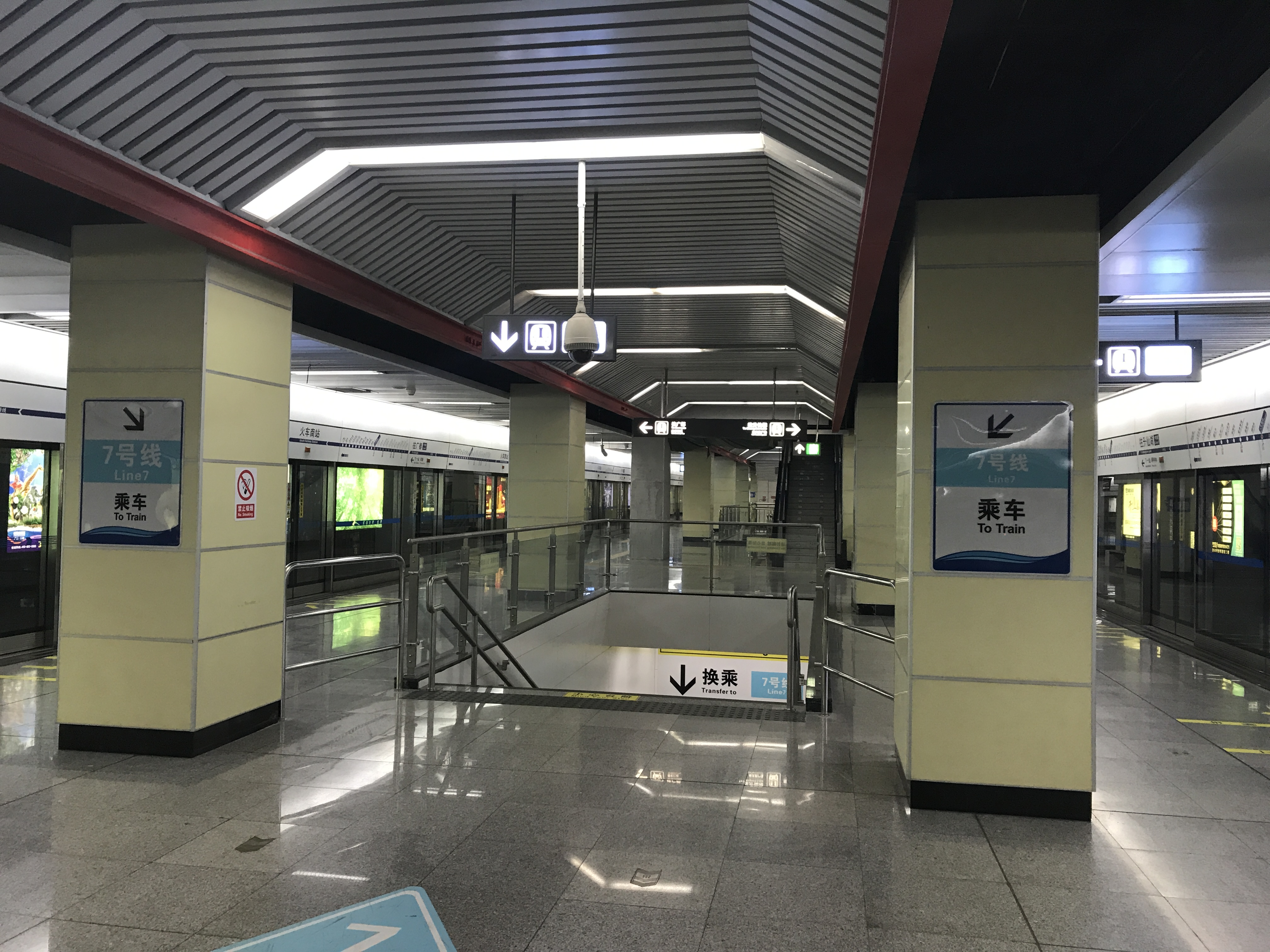
1号线至7号线单向换乘通道

| 地面      |                                                     | 出入口                                                  |                                               |
| 地下 一层 | 站厅层                                              | 安检、售票机、站内商店                                  |                                               |
| 地下 二层 |                                                     | 18号线直达列车往天府机场北方向 （天府机场1号2号航站楼） |                                               |
| 地下 二层 | 岛式站台，直达列车右边车门/普线列车左边车门将会开启 |                                                         |                                               |
| 地下 二层 | 18号线普线列车往天府机场北方向 （孵化园）           |                                                         |                                               |
| 地下 二层 | 1号线列车往韦家碾方向 （桐梓林）                    |                                                         |                                               |
| 地下 二层 | 岛式站台，左边车门将会开启                          |                                                         |                                               |
| 地下 二层 | 1号线列车往科学城/五根松方向 （高新）               |                                                         |                                               |
| 地下 三层 | 侧式站台，右边车门将会开启（出站，换乘1号线）       | 侧式站台，右边车门将会开启（出站，换乘1号线）           | 侧式站台，右边车门将会开启（出站，换乘1号线） |
| 地下 三层 | 7号线列车外环方向（三瓦窑）                         |                                                         |                                               |
| 地下 三层 | 岛式站台，左边车门将会开启（上车）                  |                                                         |                                               |
| 地下 三层 | 7号线列车内环方向 （神仙树）                        |                                                         |                                               |
| 地下 三层 | 侧式站台，右边车门将会开启（出站，换乘1号线）       |                                                         |                                               |

- 站厅层1号线侧
- 站厅层7号线侧
- 1号线站台层
- 7号线站台层
- 1号线至7号线单向换乘通道

## 内装与公共艺术
1号线部分车站设计将天府立交斜拉桥及铁路元素渗於整体空间，能使乘客联想到车站所处的地面环境。7号线部分则为7号线标准站风格，以粉色为主色调。

## 出入口信息
本站目前开放13个出入口，其中最远端出入口几乎已经到达相邻的地铁高新站。
|                      |                     |                                                            |      |
|                      |                     |                                                            |      |
|                      |                     |                                                            |      |
| 出口编号             | 设施                | 出口指示                                                   | 照片 |
| 连通 1号线 7号线站厅 |                     |                                                            |      |
|                      |                     | 天府大道北段、广和一街                                     |      |
| 出口 · B             |                     | 天府大道北段、广和一街、公交换乘枢纽                       |      |
| 出口 · D             | 无障碍电梯          | 天府大道北段、天仁北二街、天和西二街、成都南站             |      |
| 出口 · E             | 无障碍卫生间 哺乳室 | 广和一街                                                   |      |
| 出口 · F             |                     | 公交换乘枢纽                                               |      |
| 连通 18号线站厅      |                     |                                                            |      |
| 出口 · G · 1         |                     | 天府大道北段、盛和一路、都会路                             |      |
| 出口 · G · 2         |                     | 天府大道北段、盛和一路、都会路                             |      |
| 出口 · H · 1         | 无障碍卫生间 哺乳室 | 天府大道北段、天仁路、天和西二街、天和西一街、成都市档案馆 |      |
| 出口 · H · 4         | 无障碍电梯          | 天府大道北段、泰和一街、都会路                             |      |
| 出口 · H · 5         | 无障碍电梯          | 天府大道北段、天仁南街、天和西三街、天和西二街             |      |
| 出口 · J             |                     | 天府大道北段                                               |      |
| 出口 · K · 1         |                     | 天府大道北段、天仁横街                                     |      |
| 出口 · L             | 无障碍电梯          | 成都南站、天府大道北段、天仁北二街、天仁横街、天和西三街   |      |

## 車站週邊
- 成都南站

## 公交换乘
16路; 19路;49路; 76路; 99路; 109路;111路; 133路; 153路; 187路; 188路; 199路; 236路; 298路; G90路。

## 大事记
- 2010年9月27日，1号线车站正式启用[1]；
- 2017年12月6日，7号线车站正式启用[2]；
- 2020年9月27日，18号线车站正式启用。
- 2021年6月27日，18号线开行快线，本站下一站为孵化园。
- 2023年6月1日，18号线取消快线，开行直达车，本站下一站为天府机场1号2号航站楼。